# Торита Тиберина
Торѝта Тиберѝна (на италиански: Torrita Tiberina) е село и община в Централна Италия, провинция Рим, регион Лацио. Разположено е на 179 m надморска височина. Населението на общината е 1076 души (към 2010 г.).